# Medianedo
Medianedo es un despoblado español del municipio de Las Rozas de Valdearroyo, perteneciente a la comunidad autónoma de Cantabria.

## Historia
Hacia mediados del siglo XIX, el lugar ya pertenecía al municipio de Valdearroyo. Aparece descrito en el quinto volumen del Diccionario geográfico-estadístico-histórico de España y sus posesiones de Ultramar de Pascual Madoz con las siguientes palabras:

MEDIANEDO: barrio en la prov. de Santander, part. jud. de Reinosa; es uno de los 6 que forman el concejo de Valdearroyo. (V.)
(Madoz, 1848, p. 332)

El lugar quedó anegado por las aguas con la construcción del embalse del Ebro a mediados del siglo XX.